# Phobetes floryae
Phobetes floryae är en stekelart som beskrevs av Ian D. Gauld 1997. Phobetes floryae ingår i släktet Phobetes och familjen brokparasitsteklar. Inga underarter finns listade i Catalogue of Life.